# Off World
 (mai 2012).
Si vous disposez d'ouvrages ou d'articles de référence ou si vous connaissez des sites web de qualité traitant du thème abordé ici, merci de compléter l'article en donnant les références utiles à sa vérifiabilité et en les liant à la section « Notes et références ».
Pour plus de détails, voir Fiche technique et Distribution.
Off World est un film dramatique canadien écrit et réalisé par Matéo Guez et sorti le 16 mars 2012 à Toronto.

## Synopsis
Off World est l’histoire de Lucky, un jeune Philippin, adopté enfant par une famille canadienne. Lucky grandit heureux à Toronto, mais vient le moment où il se pose la question de ses origines. Il part pour Smokey Mountain, l’immense bidonville de Manille, un des plus vastes des Philippines.
C’est là que tout a commencé... C’est là que Lucky retourne... C’est là que commence son voyage personnel...
Il découvre un frère, devenu LadyBoy, puis sa mère vivant dans la plus grande pauvreté. Ces retrouvailles bouleverseront Lucky, mais elles lui permettront de donner des racines à son existence.

## Fiche technique
- Titre original: Off World
- Titre français: Off World
- Scénario et réalisation : Matéo Guez
- Directeur de la photographie : François Dagenais
- Montage : James O’Bryan
- Premier assistant réalisateur : Dawn Dizon
- Musique : Byron Kent Wong (en)
- Société de production: Theo films
- Société de distribution: Big Bang Films
- Durée: 77 minutes
- Date de sortie:
  -  Canada: 16 mars 2012
  -  France: 27 juin 2012

## Distribution
- Marc Abaya (en): Lucky
- David Usher: Narrateur
- Che Ramos: Julia
- Lao Rodrigues: Mamasita
- Irma Adlawan: La mère

## Autour du film
Off World est le premier long-métrage de Matéo Guez, jeune réalisateur français parti au Canada pour devenir cinéaste. Après deux courts-métrages remarqués (Le dernier jour et L’ultima Notte), il part aux Philippines où il découvre Smokey Mountain (en). Tout de suite, il décide d’y situer son premier long métrage. Quelques mois plus tard, il part avec son chef opérateur et tourne en super 35 en seulement 9 jours OFF WORLD, en constituant une équipe de tournage sur place.
Depuis, Matéo Guez a réalisé de nombreux clips pour des groupes canadiens et travaille actuellement sur son deuxième long métrage : « D’une vie l’autre ».